# تویوتاما-هیمه
تویوتاما-هیمه (انگلیسی: Toyotama-hime؛ در اساطیر ژاپن یک کامی در دین شینتو و مادر اوگایافوکی‌آئه‌زو و همچنین مادربزرگ امپراتور جینمو است. در اپیزود «شانس دریا و بخت کوه» در کوجیکی و همچنین نیهون‌شوکی یک الهه (کامی)، در اساطیر ژاپنی او دختر خدای دریا، واتاتسومی است.
تویوتاما-هیمه با هوری ازدواج می‌کند. کودکی که او به دنیا آورد اوگایافوکی‌آئه‌زو نام دارد.

## اسطوره

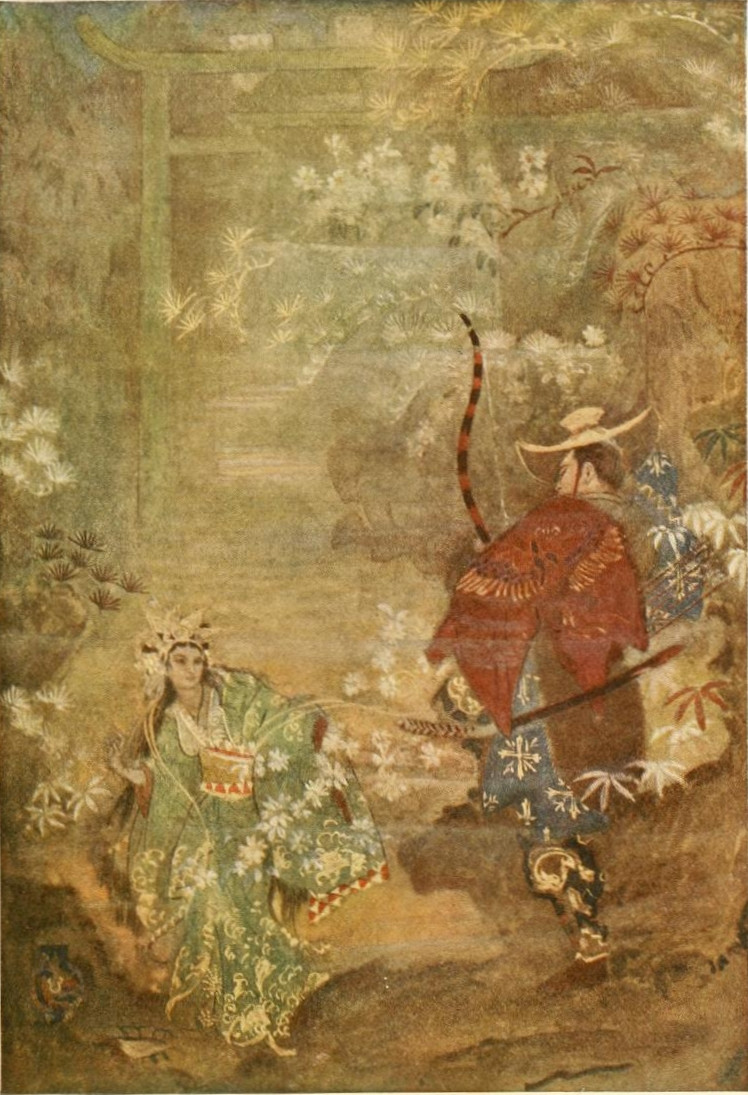
هوری با تویوتاما ملاقات می‌کند تصویرگری توسط ایولین پاول

تویوتاما-هیمه (پرطرفدار-جواهر-شاهزاده خانم) دختر خدای-دریا واتاتسومی است. گفته می‌شود کاخی که در آنها زندگی می‌کردند که گویی از فلس ماهی ساخته شده و ظاهراً در زیر دریا قرار داشت.
او یک دیدار سرنوشت‌ساز با شاهزادهٔ شکارچی، که به نام «اقبال کوهستان» (یاماساچی)، همچنین به عنوان فرونشاندهندهٔ آتش (هوری) شناخته می‌شود، انجام داد. در این زمان شاهزاده یک قلاب ماهیگیری که از برادر بزرگترش «اقبال دریا» هودری قرض گرفته بوده را گم کرده بود.
هنگامی که شاهزاده خانم آمد تا از چاه آب بیرون بکشد، شاهزاده از قبل از درخت کاتسورا (یا درخت کاسیا) که بالای چاه بود بالا رفته و منتظر بود. شاهزاده یک آب برای نوشیدن از شاهزاده خانم خواست. شاهزاده خانم شیفته زیبایی او شد. پدر او خدای دریا، هوری را که از نسل خدایان آسمانی بود شناخت و ضیافتی ترتیب داد. تویوتاما-هیمه و هوری با یکدیگر ازدواج کرده و سه سال در این مکان زندگی کردند.
در پایان سه سال، شوهر تویوتاما آهی کشید و تلاش ناتمام خود را برای قلاب ماهی گمشده، که نیاز به بازگرداندن به برادرش بود، آشکار کرد. پس از پیدا شدن قلاب در حلقوم ماهی تای، شوهر تویوتاما سوار یک تمساح (یا کوسه) بزرگ شد تا به خانه برگردد و با مشورت خدای دریا، توانست برادر بزرگتر خود را مقهور خود کند.
تویوتاما که همسرش را تا سرزمین‌های بالای دریا همراهی کرده بود، بارداری خود را اعلام کرد. شاهزاده برای او کلبه ای برای زایمان کودک (خانه زایمان) ساخت که با پرهای باکلان درون آن پوشانده شده بود. تویوتاما از همسرش درخواست کرد تا هنگام زایمان او را نبیند. سپس تویوتاما پسری به دنیا آورد که او را اوگایافوکی‌آئه‌زو یا «مرد آسمانی شجاع ساحل» نامیدند.
متأسفانه کنجکاوی هوری بیش از پیش شد و تلاش کرد که از همسرش جاسوسی کند. در کمال تعجب، به جای اینکه همسرش را همان‌طور که می‌شناخت، ببیند، شاهد موجود عظیمی (تمساح، یا کوک نیز به معنای کوسه) شد که فرزندش را درون گهواره می‌گذارد (یکی از نسخه‌های نیهونگی ادعا می‌کند که او اژدها بوده‌است). این موجود غیر از تویوتامای محبوب او نبود که برای زایمان تغییر شکل داده بود. پس از اینکه تویوتاما متوجه جاسوسی همسرش شد، کاملاً خجل و شرمنده شد که شوهرش او را دیده و قول خود را شکسته‌است. او که قادر به بخشش هوری نبود، با بازگشت به دریا شوهر و فرزندشان را رها کرد. پس از عزیمت وی، خواهر کوچکترش تامایوری-هیمه («جواهر-خوب») را برای کمک به تربیت کودک در غیاب او فرستاد. بعد از اینکه اوگایافوکی‌آئه‌زو بزرگ شد، با خالهٔ خود ازدواج کرد و سرانجام فرزندی به نام جینمو (امپراتور جینمو)، که اولین امپراتور ژاپن شد را باردار شد.